# José Belvidares
José Belvidares fue un futbolista argentino que se desempeñaba como defensor.

## Clubes
| Club        | País      | Año         |
| ----------- | --------- | ----------- |
| River Plate | Argentina | 1929 - 1932 |
| Platense    | Argentina | 1932        |